# 熊谷直貞 (熊谷氏祖)
熊谷 直貞（くまがい なおさだ）は、平安時代末期の武将。通称は二郎大夫。熊谷氏当主であり、熊谷氏の始祖にあたる。子に熊谷直実など。

## 出自
直貞の出自は正確なところは不明で、諸家に伝わる各種の系図によると、大きく分けて3つの説が伝えられている。1つは、桓武平氏一族の平直方の嫡男・平維方の嫡男・平盛方の子とする説。2つ目は、宣化天皇の後裔で丹治姓・私市氏の熊谷直季が熊谷氏を名乗った初代であり、その孫の熊谷直孝の実の子が直貞という説（この説では直貞は初代ではなく第4代とされ平盛方は関係がない）。3つ目に、2説を折衷した、丹治姓の直孝の継嗣として平氏の一門である平直貞が養子に迎えられたとする説である。

## 生涯
安芸熊谷氏に伝わる熊谷系図などによると、父・平盛方は北面武士であり、平忠盛を襲撃したグループの一員だったため、天皇の怒りに触れて処刑され、赤子であった直貞は、乳母に抱かれて武蔵国大里郡熊谷郷に落ち延びた。成長後、所領もない寄寓の身だったが、熊退治で名を上げ、所領を得たという。別の説では代々続く領主であるとして、そのような伝説の欠落している系図もある。
当時の武蔵国には武蔵七党と呼ばれる武士団が割拠しており、直貞は私党（私市党）の一員もしくは私党の旗頭であったなどの伝承がある一方、上述のごとく、熊谷氏は丹治姓であり、秩父の丹党と同族とする伝承もある。熊谷郷は私党からも丹党から隔絶しているが、距離的にはちょうど両党の中間にあたり、独立系の弱小領主として、ある時は私党と、またある時は丹党と行動を共にしていた。この頃の家紋はまだ対鳩でなく、赤地水車、浪丸の四つ目結びを旗印にしていたという。
康治元年（1142年）、17歳で死去したといわれ、子の直実は2歳で久下直光に養われることになった。戒名は徳寿。

## 系譜
- 父：平盛方 - 阿多美盛方
- 母：平貞叙の娘[8]
- 養父：小沢宗実 - 小沢大夫
- 養母：青木家継の娘[9]

直貞は次男であり兄弟には直頼・親家・時直がいた。
- 妻：久下直俊（成木大夫）の娘[10]
- 生母不明の子女
  - 女子：藤原殖次の室
  - 長男：熊谷直正 - 近江熊谷氏の祖
  - 次男：熊谷直実
  - 三男：熊谷直常 - 円秀
  - 四男：熊谷直道 - 直景
  - 女子：相馬頼種の室
- 養子
  - 男子：熊谷俊則 - 直貞の従兄平時方の三男[11]